# Eventing

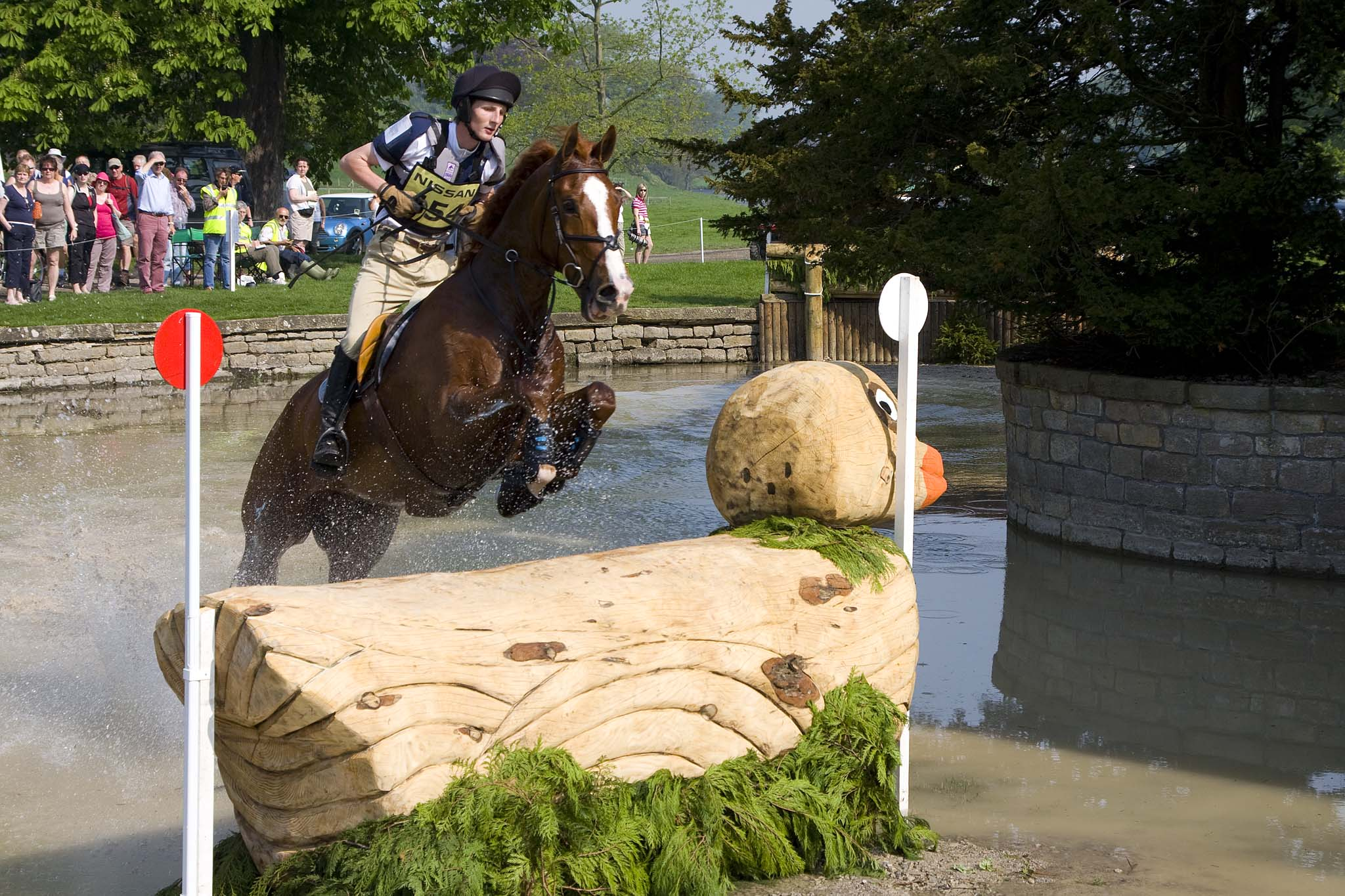
Paul Sims met Sunny Boy

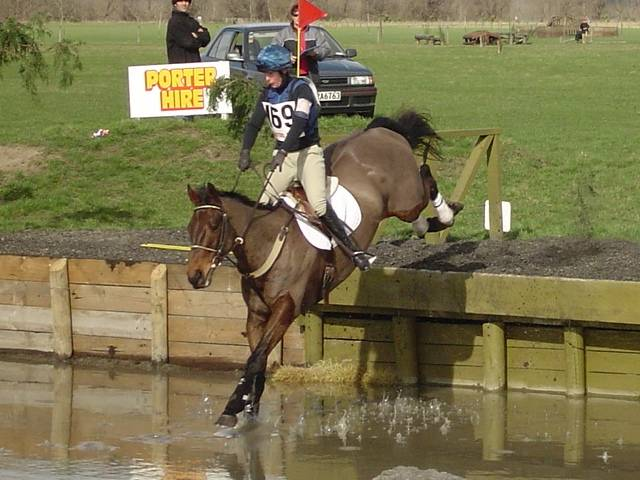
Een waterbakpassage tijdens de terreinproef

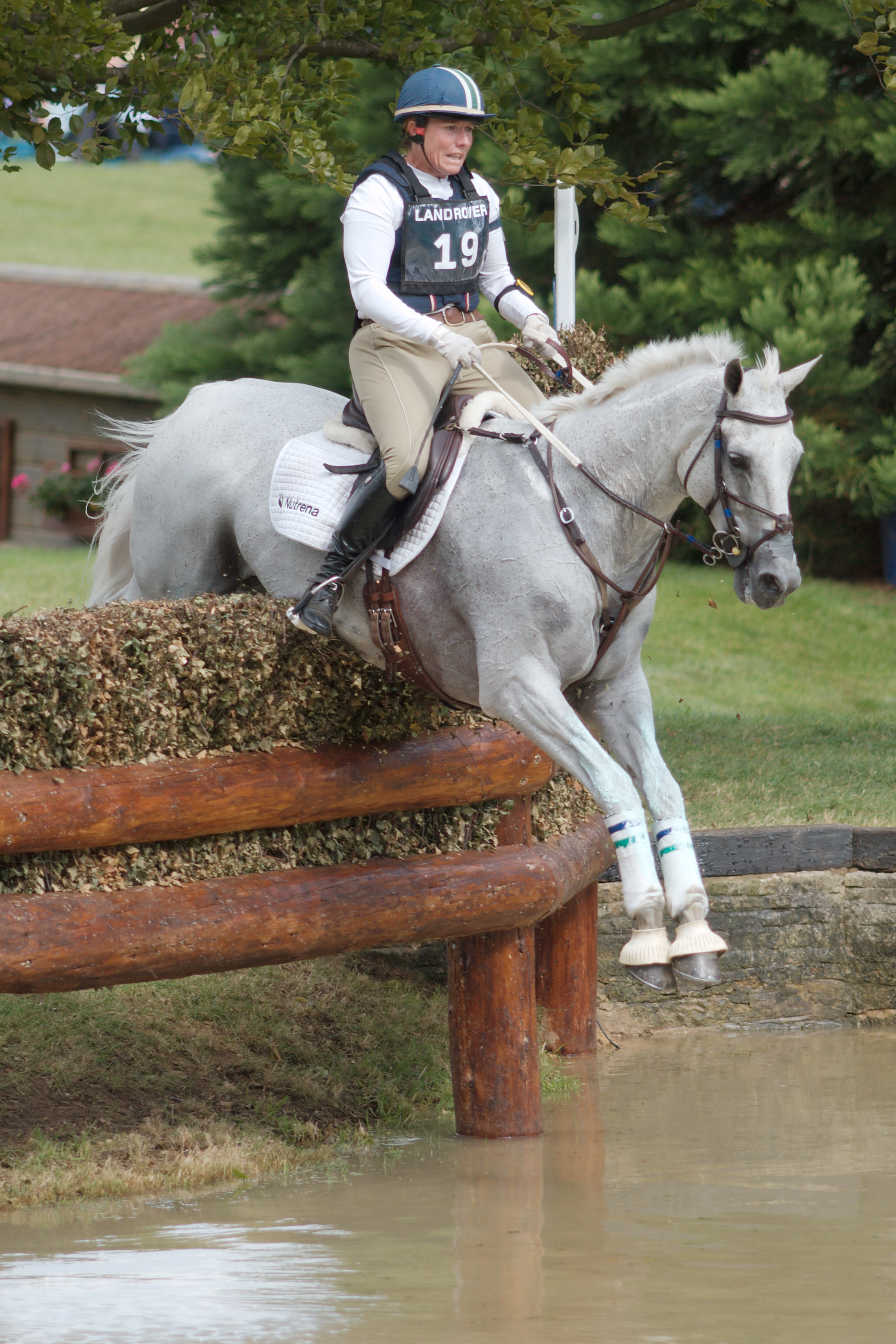
Rebecca Holder met Courageous Comet

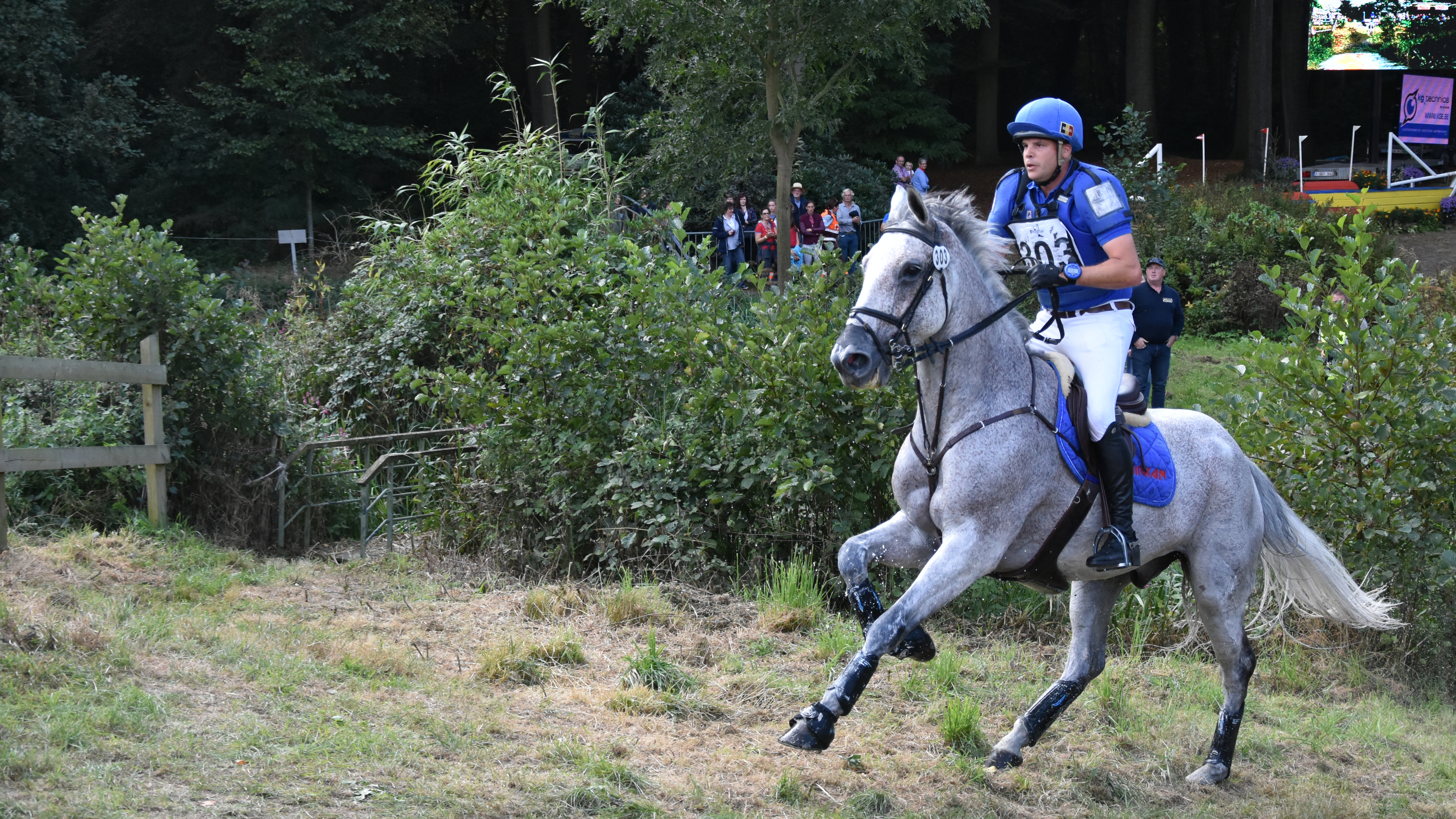
Steve Van Winkel tijdens 'Eventing Waregem' 2016

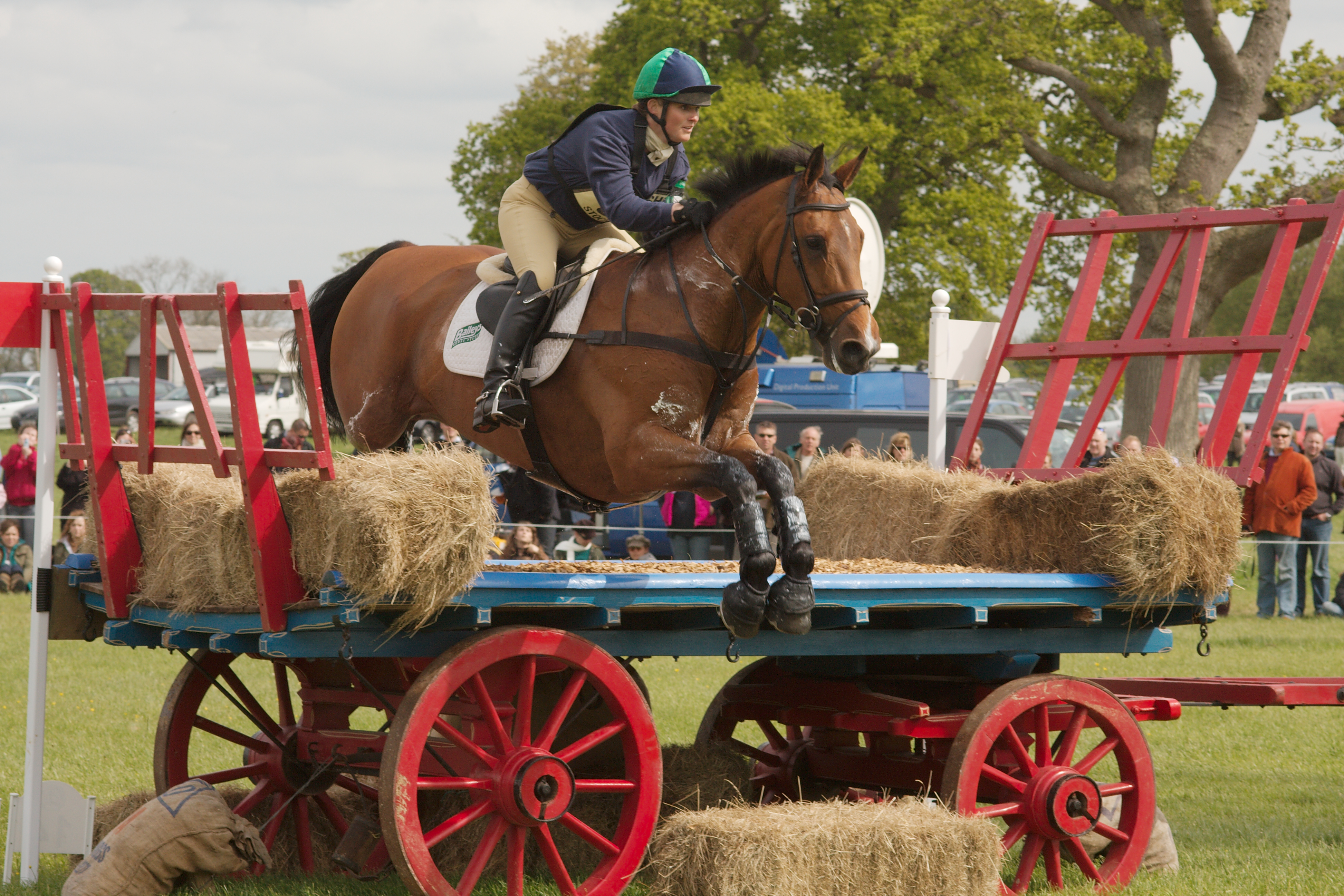
Polly Stockton met Regulus

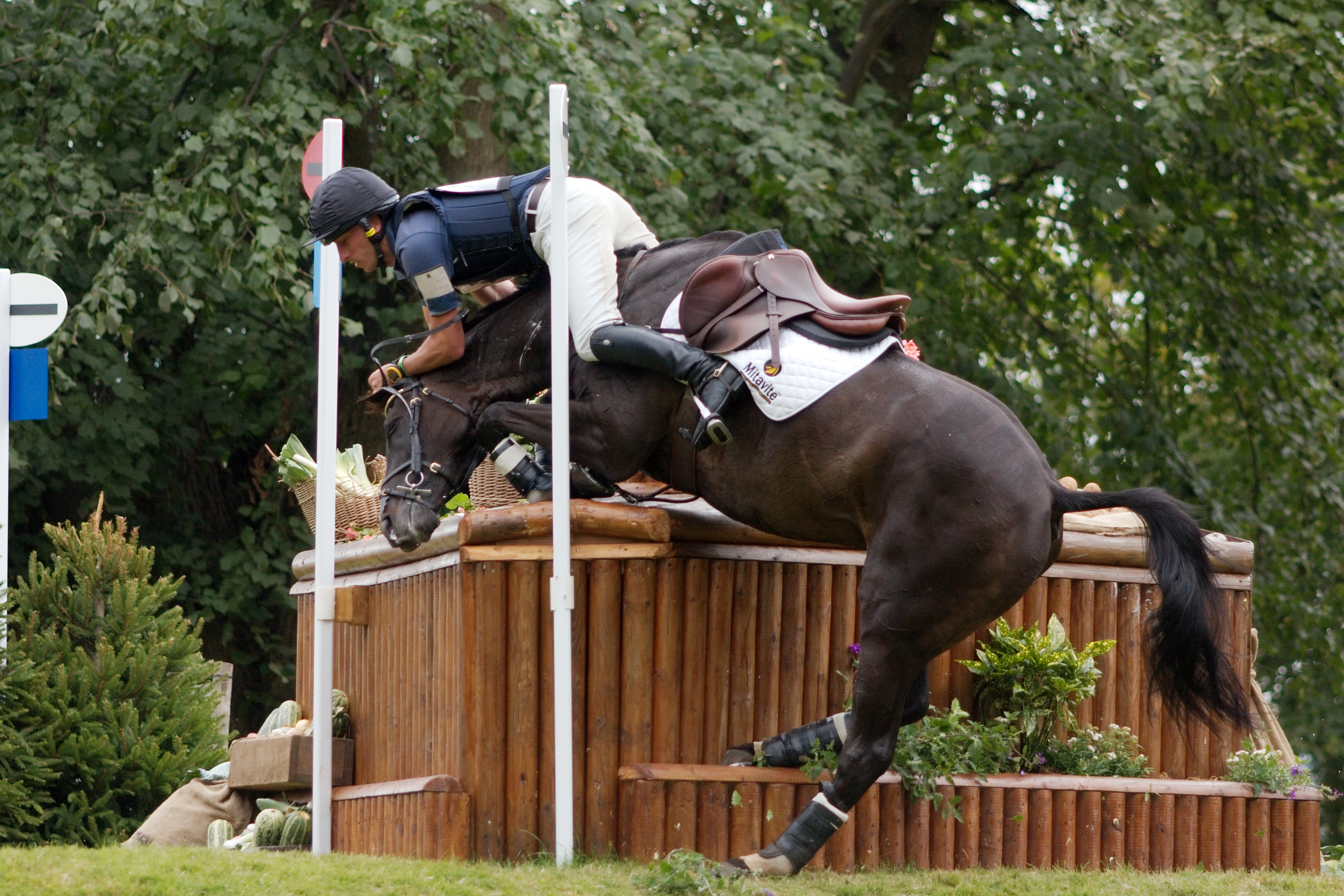
Eventing is niet zonder risico voor mens en dier

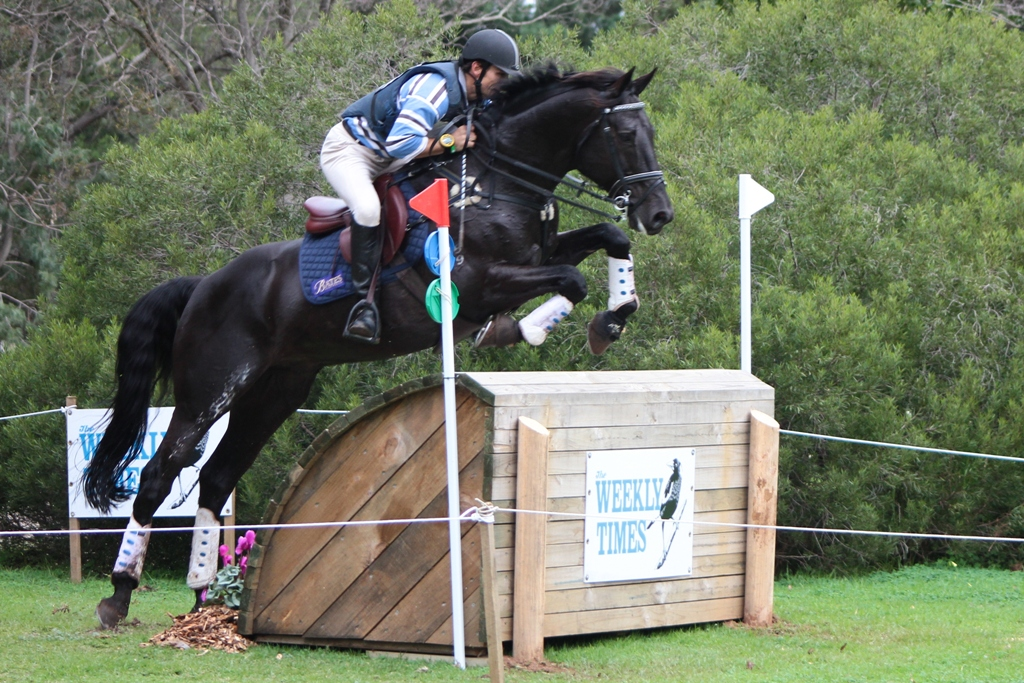
Shane Rose met Statford Novalis

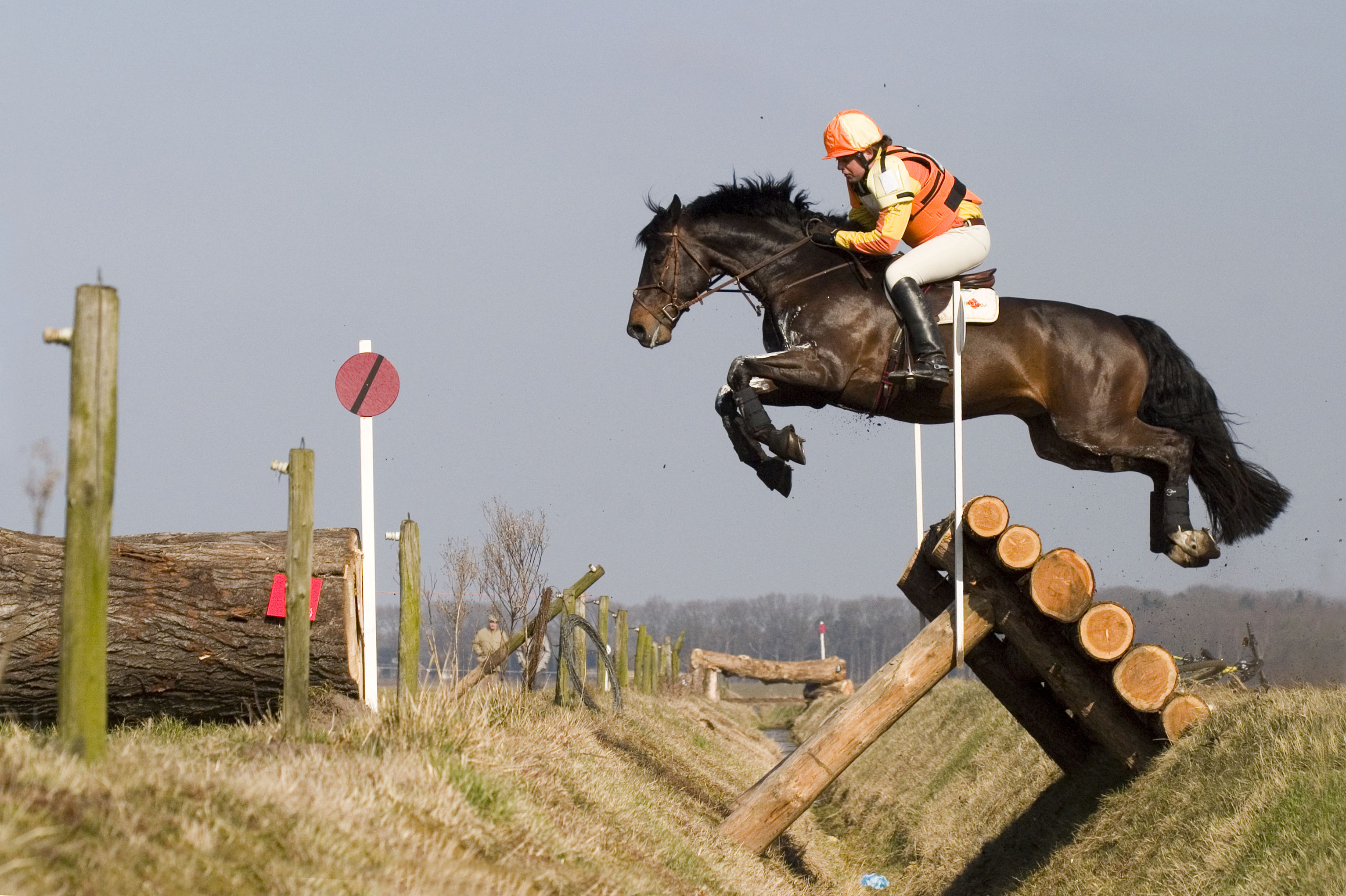
Sloothindernis

Eventing is een discipline in de paardensport waarbij de verschillende aspecten van de training aan bod komen. Het werd voorheen 'military' genoemd, gelet op zijn militaire oorsprong. Vandaag wordt het eerder beschouwd als een triatlon binnen de paardensport. Een ruiter moet met hetzelfde paard een dressuurproef, een terreinproef en een springparcours rijden. De combinatie die de minste strafpunten behaalt over de drie onderdelen is de winnaar. 
Een eventingwedstrijd kan op één dag of over meerdere dagen gereden worden. De meerdaagse wedstrijden zijn gebruikelijk op het hogere niveau en internationale rubrieken. 

## Onderdelen

### Dressuur
De dressuurproef draagt voor een belangrijk deel bij in het eindklassement. In het verleden is dit wel anders geweest. Hier worden paard en ruiter beoordeeld in een vooropgelegde proef door één of meerdere jury's op de gangen van het paard, de zit van de ruiter, algemene cadans e.d.m.
In alle niveaus van de competitie wordt de dressuurproef telkens als eerste element gereden, weliswaar soms voorafgaand aan een veterinaire keuring. 

### Terreinproef / Cross-country
De terreinproef is het hoogtepunt van de discipline (ook bekend als cross country). Deze wordt afgelegd in een natuurlijke omgeving zoals bos en weilanden. Tijdens de terreinproef dienen vaste natuurlijke hindernissen te worden overwonnen: boomstammen, heggen, watersprong, op- en afsprongen en niveauverschillen. De combinatie krijgt strafpunten indien het paard een hindernis weigert te springen, indien er naast de vlag gesprongen wordt of indien men te snel of te traag het parkoers aflegt.
Op het hoogste niveau wordt de cross-country telkens als tweede element gereden. Maar organisatoren kunnen beslissen om de jumpingproef hieraan te laten voorafgaan, afhankelijk van het formaat van de wedstrijd. 

### Jumping
De springproef beoordeelt het paard op behendigheid en springvermogen. Hier worden strafpunten toegekend indien een balk afgesprongen wordt, de ruiter een fout maakt waardoor het paard een hindernis niet kan springen en moet weigeren. En de combinatie krijgt strafpunten vanwege een overschrijding van de vastgestelde tijd. 

## Niveaus

### Internationaal (Federation Equestre Internationale)
De internationale ruitersportfederatie (FEI) reglementeert de internationale wedstrijden. 
De competitie wordt verreden op vijf niveaus (sinds het nieuwe format van 2019), en is aangegeven door sterren. Vóór 2019 waren er slechts 4 niveaus.  
Het introductieniveau heeft 1 ster. Vanaf 2 sterren kan een organisator kiezen voor een lang formaat of een kort formaat. 5*-wedstrijden worden steeds in het lange formaat gereden.  
Wereldwijd zijn er (anno 2022) acht wedstrijden op het hoogste 5*-niveau per jaar met onder meer in Badminton (VK), Kentucky-Lexington (VS), Luhmühlen (CCI Luhmühlen) (GER), Pau (FR) en Burghley (VK).
In België worden er (anno 2022) vier internationale wedstrijden georganiseerd met o.m. een 4*-niveau in Arville. 
In Nederland zijn er een zevental organisaties op internationaal niveau met onder meer de wedstrijden op 4*-niveau in Boekelo en Maarsbergen en 4 wedstrijden in Kronenberg. 

#### Pre 2005
Vroeger omvatte de terreinproef traditioneel vier subonderdelen, namelijk een wegparcours (fase A), een steeplechase (fase B), weer een wegparcours (fase C) en een cross-country (fase D).
Het eerste wegparcours was bedoeld als een lichte opwarming voor de steeplechase. Ruiter en paard legden dan een aantal kilometers in draf en lichte galop af over een vast parcours dat geen hindernissen bevat.
In de steeplechase werd in een zeer hoog tempo (zo rond de 40 km/uur) een aantal heggen gesprongen, waarna opnieuw een wegparcours in een lager tempo volgde om op adem te komen.
Na het tweede wegparcours hadden ruiter en paard 10 minuten verplichte rust, waarna de technische cross-country volgde. 
Reeds voor 2005 werd hier al van afgestapt, en konden organisatoren de zogenoemde 'short format' wedstrijden organiseren. Daarin werd enkel een fase D gereden. 
Om veiligheids- en organisatorische redenen, maar vooral in het belang van het paard, is besloten om de steeplechase niet meer te implementeren, en was het dan ook niet meer nodig om de wegparkoers (fase A en C) te rijden. 
In 2005 is in Burghley de laatste CCI 4* long verreden, vanaf 2006 zullen de 4 sterren wedstrijden (huidig 5*) en de internationale kampioenschappen volgens het 'short format' worden verreden.

#### Speciale reeksen
Internationaal worden ook afzonderlijke reeksen gereden voor junioren, young riders, jonge paarden, pony's, kampioenschappen en wereldspelen.

### Nationaal

#### België (KBRSF)
In België worden op nationaal niveau een vergelijkbaar systeem als het FEI gehanteerd. Alleen worden geen sterren gebruikt, maar letters, gaande van B (beginnelingen), naar L (Licht - vergelijkbaar met CIC*), over M (Midden - vergelijkbaar met CIC**) tot Z (Zwaar - vergelijkbaar met CIC***). 
Daarnaast worden ook wedstrijden op regionaal niveau georganiseerd. 

#### Nederland
In Nederland is de sport ook gekend als SGW (samengestelde wedstrijden); Daarenboven wordt er in Nederland ook een ZZ-reeks georganiseerd (vergelijkbaar met CIC****).

## Risico's
De eventingsport is niet zonder risico's. De hindernissen tijdens de cross-country zijn vast en vallen niet als het paard dit aantikt. In de geschiedenis van de sport zijn voor paard en/of ruiter dodelijke ongelukken voorgekomen. De wedstrijden worden daarom begeleid door dierenartsen en eerste hulp teams.
Eventing is volgens de beoefenaars niet meer zo gevaarlijk als vroeger. Uiteraard zijn er risico's aan verbonden, maar door goede training en voldoende bescherming kan de kans op problemen verminderd worden. Er wordt door de federaties meer en meer aangestuurd om gebruik te maken van 'breekbare' hindernissen. Deze hindernissen hebben een breekmechanisme waardoor de hindernis kan neerklappen. 
Het massieve karakter van de hindernissen heeft als voordeel dat een paardenlichaam bij aanraken gemakkelijker over een hindernis 'glijdt' en zich erop kan afzetten als dat nodig is. De moeilijkheidsgraad in de verschillende klassen wordt eerder bereikt door de hindernissen technischer te maken in plaats van hoger en breder. De beste combinaties zullen op die wijze beter scoren zonder dat de kans op verwondingen toeneemt.
Voor en na de terreinproef worden de paarden gekeurd door een dierenarts. Hierbij wordt gecontroleerd of het paard geen blessures heeft en of de conditie goed is. Een dierenarts zal in dat geval in samenspraak met de groundjury een combinatie uit de wedstrijd halen. Deze veterinaire keuring wordt bij alle klassen van de eventingsport gedaan. 
Bij een val van paard of ruiter wordt de combinatie geëlimineerd, ook indien dit zonder ernstig letsel is. 

## Eisen

### Startgerechtigdheid
In België zijn er sinds 2022 geen startvoorwaarden meer om een licentie te verkrijgen. Er wordt wel een handicap-systeem gehanteerd om over te gaan naar een volgend level. Het B-attest werd in het verleden opgelegd, maar was weinig betekenisvol. 
Om voor het eerst aan een officiële B cross mee te mogen doen in Nederland, moet een ruiter zelf ten minste één winstpunt in het B springen hebben gehaald. Als men L of hoger springt, kan men ook meteen L sgw starten. Bij de pony's mag dat al als de ruiter B+4 springen is. Als er al eerder SGW is gestart en daarmee minstens een winstpunt in het L klassement is behaald mag men met ieder volgend paard direct SGW starten, naar keuze in het B of L klassement.

### Leeftijdseisen
Zowel paarden als pony’s moeten ten minste vier jaar oud zijn (startgerechtigd na 1 augustus) voor het B en L, vijf jaar voor het M en zes jaar voor de Z en ZZ klasse. 
Ruiters bij de pony's mogen starten in alle SGW klassen vanaf de dag waarop hij/zij acht jaar wordt, tot en met 31 december van het jaar waarin de achttienjarige leeftijd bereikt wordt. Voor deelnemers bij de paarden geldt een minimumleeftijd van twaalf jaar voor het B en L, dertien jaar voor het M en zeventien jaar voor het Z en ZZ. Voor een oefencross zijn geen formele eisen; dat is afhankelijk van de organiserende vereniging.